# Lipscomb (Alabama)
Lipscomb es una ciudad ubicada en el condado de Jefferson en el estado estadounidense de Alabama. En el censo de 2000, su población era de 2458.

## Demografía
En el 2000 la renta per cápita promedia del hogar era de $ 30.865$, y el ingreso promedio para una familia era de 35.556$. El ingreso per cápita para la localidad era de 13.582$. Los hombres tenían un ingreso per cápita de 26.908$ contra 21.150$ para las mujeres.

## Geografía
Lipscomb está situado en 31°14′38″N 86°27′36″O / 31.24389, -86.46000 (31.243844, -86.459962)
Según la Oficina del Censo de los EE. UU., la ciudad tiene un área total de 1.14 millas cuadradas (2.94 km²).